# 亞歷山大丹尼士Enviro 350H
亞歷山大丹尼士Enviro 350H（Alexander Dennis Enviro 350H）是一款由英國亞歷山大丹尼士生產的兩軸單層混合動能巴士，它也是亞歷山大丹尼士製造的其中一款Enviro系列巴士。Enviro 350H是根據歐洲標準製造，它於2010年面世。
Enviro 350H只可配上Tata Hispano及Custom Coaches車身，官方並沒有重新設計Enviro 350H專用的車身，有別於其他Enviro系列產品。

## 試用
Enviro 350H暫時預計只會在歐洲本土市場測試、試用。首個試用點將會是西班牙以及葡萄牙，車身選用Tata Hispano；而下一個試用點會是澳洲，並配上Custom Coaches車身。

## 外部連結
- ADL推出Enviro350H